# Cerezo de Río Tirón
Cerezo de Río Tirón ist ein Ort und eine Landgemeinde (municipio) mit 490 Einwohnern (Stand: 2024) in der Comarca Montes de Oca im Nordosten der Provinz Burgos in der Autonomen Gemeinschaft Kastilien-León.

## Lage und Klima
Der Ort Cerezo de Río Tirón liegt am Mittellauf des Río Tirón in Altkastilien in einer Höhe von ca. 660 m. Gut 57 km (Fahrtstrecke) trennen den Ort von der südwestlich gelegenen Provinzhauptstadt Burgos; die nächstgrößere Stadt ist Miranda de Ebro (ca. 39 km nordöstlich). Die am Jakobsweg gelegene Kleinstadt Santo Domingo de la Calzada befindet sich nur gut 21 km südöstlich. Das Klima ist gemäßigt bis warm; der für spanische Verhältnisse reichliche Regen (ca. 660 mm/Jahr) fällt – mit Ausnahme der eher trockenen Sommermonate – übers Jahr verteilt.

## Bevölkerungsentwicklung
| Jahr      | 1857  | 1900  | 1950  | 2000 | 2019 |
| Einwohner | 1.459 | 1.457 | 1.619 | 771  | 555  |

Infolge der Mechanisierung der Landwirtschaft, der Aufgabe bäuerlicher Kleinbetriebe und des daraus resultierenden geringeren Arbeitskräftebedarfs ist die Zahl der Einwohner seit der Mitte des 20. Jahrhunderts deutlich zurückgegangen.

## Wirtschaft
An erster Stelle im Wirtschaftsleben der Gemeinde steht traditionell die Landwirtschaft und hier vor allem die Viehzucht. Daneben werden auch Weizen, Gerste, Kartoffeln sowie Gemüse kultiviert. In einer Mine werden Glauberitsalze abgebaut, aus denen diverse schwefelhaltige Substanzen (v. a. Natriumsulfat bzw. Glaubersalz) hergestellt werden.

## Geschichte
Die ersten hier ansässigen keltiberischen Stämme waren die Autrigonen und Beronen, wobei möglicherweise der Río Tirón eine Art Grenze zwischen den Siedlungsgebieten beider Stammesgruppen bildete. In der Antike führte eine Römerstraße durch das Gebiet, welche Tarragona (Tarraco) bzw. Saragossa (Caesaraugusta) mit Astorga (Asturica Augusta) verband. Auch die arabisch-berberischen Heere zogen bis hierhin, verließen jedoch die klimatisch ungewohnten Gebiete wieder, so dass im 10. und 11. Jahrhundert Siedler aus dem Norden aber auch aus dem Süden der Iberischen Halbinsel hier angesiedelten. Gonzalo Téllez, Graf von Lantarón und Cerezo, war im 10. Jahrhundert einer der führenden Kräfte bei der Wiederbesiedlung (repoblación). Unter der starken Herrschaft von Sancho III. und Ferdinand I. von León verlor Cerezo seinen Status als (Teil einer) Grafschaft. Im Jahr 1151 erhielt Cerezo durch Alfons VII. von Kastilien eine Bestätigung seiner Privilegien und Gewohnheitsrechte (fueros). Im Jahr 1822 wurde Cerezo der neugeschaffenen Provinz Logroño zugeschlagen, von der es sich jedoch bereits 11 Jahre später wieder löste und sich der Provinz Burgos anschloss.

## Sehenswürdigkeiten

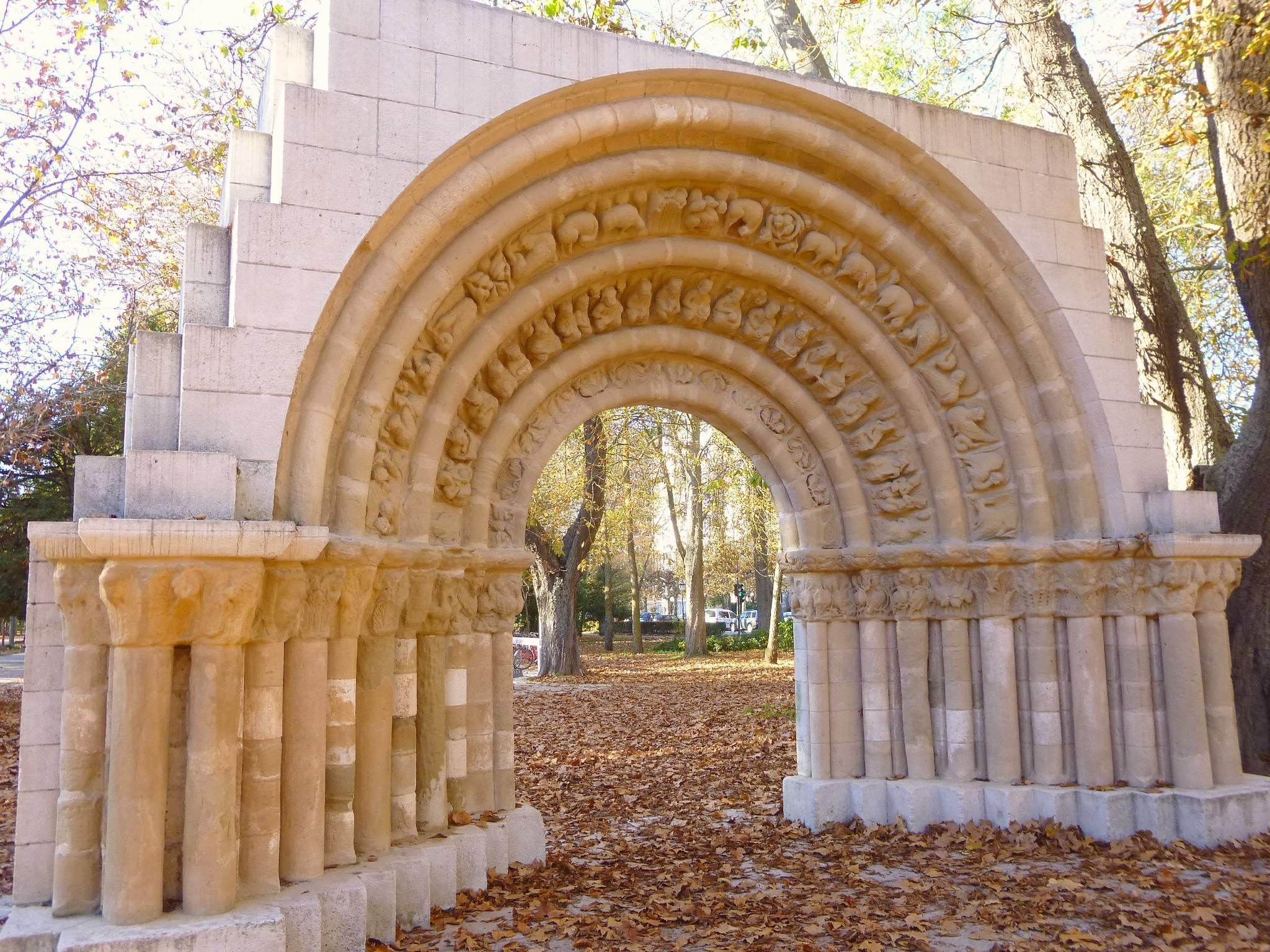
Portal der ehem. Kirche Nuestra Señora de la Llana

- Aus vorrömischer Zeit stammen einige goldene Armreife und Ohrringe, die im Museo de Burgos aufbewahrt werden.
- Aus römischer Zeit stammen zwei kleine Brücken in der Umgebung.
- Von der mittelalterlichen Burg (castillo) sind nur spärliche Reste erhalten, die jedoch das Ortsbild dominieren. In den Resten der Burg wurde – vielleicht schon im Mittelalter – ein halb unterirdisch gelegener Eiskeller (nevera) eingebaut.
- Die Ruinen der Kirche Santa María de Villalba aus dem 16. Jahrhundert stehen auf halber Höhe zwischen Unterstadt und Burg.
- Von der nur etwa 100 m entfernt stehenden und gegen Ende des 18. Jahrhunderts aufgegebenen romanischen Kirche Nuestra Señora de la Llana ist das mehrfach abgestufte Archivoltenportal erhalten, welches heute an einem Platz in der Unterstadt aufgestellt ist.
- Die neoklassizistische Kirche San Nicolás de Bari aus dem 18. Jahrhundert befindet sich in der Unterstadt; das Innere beherbergt mehrere barocke Altarretabel (retablos).